# Mario Avagliano
Mario Avagliano (Cava de' Tirreni, 15 luglio 1966) è uno storico e saggista italiano.

## Biografia
Giornalista professionista e saggista storico. È coniugato, ha due figli, e vive a Roma. È figlio dell'editore e scrittore Tommaso Avagliano. Ha pubblicato numerosi volumi di Storia del Novecento e ha ricevuto diversi premi  per la sua attività di storico. È membro dell'Irsifar (Istituto romano per la storia d'Italia dal fascismo alla resistenza), della Sissco, del comitato scientifico dell'Istituto storico "Galante Oliva". Il 9 novembre 2014 è stato nominato componente del Comitato d'onore scientifico e culturale della Fondazione del Museo della Shoah di Roma. Nel dicembre 2016 gli è stato assegnato il Premio "Cavesi nel Mondo". È stato uno dei protagonisti del film "1938. Diversi" di Giorgio Treves (2018), dedicato alle leggi razziali, presentato fuori concorso alla 75ª Mostra del Cinema di Venezia e premiato con menzione speciale dell’HRNs Award ‒ Premio Speciale per i Diritti Umani e con il Nastro d'Argento 2019 come miglior documentario del cinema reale.

## Studi
Maturità classica al Liceo "Marco Galdi" di Cava de' Tirreni (1984). Laureato in Giurisprudenza nel 1989 all'Università degli Studi di Salerno col massimo dei voti. Master in giornalismo e comunicazione di massa all'Università Luiss di Roma (1991-1993). Giornalista professionista dal febbraio 1996 e giornalista pubblicista dal maggio 1992.

## Attività di storico
Autore di vari saggi, si occupa di storia del Novecento, con particolare riferimento all'emigrazione, al fascismo e alla RSI, alla persecuzione razziale degli ebrei, alle vicende dell'armistizio dell'8 settembre 1943, agli internati militari, alla resistenza italiana, alla deportazione degli ebrei, dei politici e dei civili e al dopoguerra. Membro dell'Irsifar, della Sissco e del comitato scientifico dell'Istituto storico "Galante Oliva", è direttore, assieme a Marco Palmieri, della collana storica Il Filo Spinato della Marlin Editore, che raccoglie diari, memorie e testi inediti relativi alla storia del Novecento. È anche webmaster dei portali storici www.storiaXXIsecolo.it e www.resistenzaitaliana.it. Dal 19 novembre 2011 al febbraio 2014 è stato vicepresidente dell'Anpi di Roma e del Lazio, con delega alla Storia e Memoria, e dal 2001 al 2015 direttore del Centro Studi della Resistenza dell'Anpi di Roma-Lazio. È tra i curatori della serie di documentari "La seconda guerra mondiale" edita da la Repubblica (aprile-giugno 2015). Ha tenuto lezioni di storia contemporanea all’Università La Sapienza di Roma (2012/2019), all’Università del Lussemburgo (2013), all’Università di Dresda (2013), all'Università di Salerno-Fisciano (2020) e all'Università di Milano (2020-2021).

## Attività di giornalista
Collabora con le pagine culturali de Il Messaggero, Il Mattino, Il Domani e con Pagine Ebraiche, Patria Indipendente, Shalom, Nuovo Monitore Napoletano e Le Strade. È direttore responsabile del web magazine www.lestradedellinformazione.it, del portale www.stradeanas.it, del magazine aziendale Strada facendo edito da Anas ed è direttore responsabile dei periodici Cavanotizie.it, Noceranotizie.it e Vietrinotizie.it e del magazine Polis SA. Ha lavorato nell'ufficio stampa di tre Governi (Prodi I, D'Alema II, Amato II), è stato portavoce del Ministero dei Lavori Pubblici Enrico Micheli (governo D'Alema I), capo ufficio stampa del comitato referendario di Mario Segni e di "Trenta ore per la Vita". Ha scritto per le seguenti testate: il Giornale Radio della Rai, L'Informazione, il Giornale di Sicilia, i giornali locali dell'Agl-L'Espresso, il Mattino di Padova, la Voce di Mantova, il Corriere del Mezzogiorno, Kataweb, E Polis, Il Gazzettino e La Città di Salerno. All'Anas ha curato varie campagne di comunicazione di carattere sociale, in particolare la campagna sulla valorizzazione turistica dei territori attraversati dall'Autostrada del Mediterraneo, premiata con il Premio Nazionale “Aldo Franco Pessina” 2017, e la campagna sulla sicurezza stradale "Guida e basta", premiata con il Premio “Social Media Marketing Award 2019” e con il Premio “Mediastars” 2022. Ha tenuto lezioni di comunicazione e relazioni esterne e di storia dei trasporti all’Università Gregoriana di Roma (2002-2003), all'Università Federico II di Napoli (2017) e alla Iulm di Milano (2019).

## Opere

### Libri
- Il partigiano Tevere. Il generale Sabato Martelli Castaldi dalle vie dell'aria alle Fosse Ardeatine, Avagliano Editore, Cava de' Tirreni 1996 (introduzione di Vittorio Foa)
- Il Cavaliere dell'Aria. L'asso dell'aviazione Nicola Di Mauro dal mitico Corso Aquila ai record d'alta quota, Avagliano Editore, Cava de' Tirreni 1998
- "Muoio innocente". Lettere di caduti della Resistenza a Roma, (con Gabriele Le Moli), Mursia, Milano 1999 (introduzione di Pietro Scoppola)
- Il Profeta della Grande Salerno. Cento anni di storia meridionale nei ricordi di Alfonso Menna, (con Gaetano Giordano), Avagliano Editore, Cava de' Tirreni 1999 (introduzione di Piero Ottone)
- Imprese e acquisizione di risorse. Guida normativa al reperimento dei fondi da parte delle PMI, (con la collaborazione di Marco Palmieri), Roma 2001
- Generazione ribelle. Diari e lettere dal 1943 al 1945, Einaudi, Torino 2006 (introduzione di Alessandro Portelli)
- Gli internati militari italiani. Diari e lettere dai lager nazisti 1943-45, (con Marco Palmieri), Einaudi, Torino 2009 (introduzione di Giorgio Rochat) - vincitore del 7º Premio Nazionale Anpi "Renato Benedetto Fabrizi" (aprile 2010)
- Gli ebrei sotto la persecuzione in Italia. Diari e lettere 1938-45, (con Marco Palmieri), Einaudi, Torino 2011 (introduzione di Michele Sarfatti)
- Voci dal lager. Diari e lettere di deportati politici italiani 1943-1945, (con Marco Palmieri), Einaudi, Torino 2012
- Il partigiano Montezemolo. Storia del capo della resistenza militare nell'Italia occupata, Dalai, Milano 2012 - vincitore del Premio Fiuggi Storia 2012 (sezione biografie), del 5º Premio “Gen. Div. Amedeo De Cia” 2012 e del Premio Cultura "Santa Barbara" di Rieti 2014
- Di pura razza italiana. L'Italia "ariana" di fronte alle leggi razziali, (con Marco Palmieri), Baldini & Castoldi, Milano 2013
- Vincere e vinceremo! Gli italiani al fronte, 1940-1943, (con Marco Palmieri), il Mulino, Bologna 2014 (ripubblicato nel 2019 in supplemento a "Il Giornale" nella collana storica "Storia militare d'Italia: tra guerre e pace")
- L'Italia di Salò. 1943-1945, (con Marco Palmieri), il Mulino, Bologna 2017
- 1948. Gli italiani nell'anno della svolta, (con Marco Palmieri), il Mulino, Bologna 2018 - vincitore del Premio Fiuggi Storia 2018 (sezione saggistica) e menzione speciale Premio Galante Oliva 2019
- Dopoguerra. Gli italiani fra speranze e disillusioni (1945-1947), (con Marco Palmieri), il Mulino, Bologna 2019 - vincitore del XVIII Premio Pianeta Azzurro di Fregene (sezione saggistica)
- I militari italiani nei lager nazisti. Una Resistenza senz'armi (1943-1945), (con Marco Palmieri), il Mulino, Bologna 2020
- Paisà, sciuscià e segnorine. Il Sud e Roma dallo sbarco in Sicilia al 25 aprile, (con Marco Palmieri), il Mulino, Bologna 2021
- Il dissenso al fascismo. Gli italiani che si ribellarono a Mussolini 1925-1943,  (con Marco Palmieri), il Mulino, Bologna 2022 - vincitore del Premio Emilio Lussu 2023 e del Premio Minturnae Ornella Valerio 2024
- Le vite spezzate delle Fosse Ardeatine. Le storie delle 335 vittime dell'eccidio simbolo della Resistenza,  (con Marco Palmieri),  Einaudi, Torino 2024
- Italiani d'America. La grande emigrazione negli Stati Uniti,  (con Marco Palmieri), il Mulino, Bologna 2024
- L'uomo che arrestò Mussolini. Storia dell'ufficiale dell'Arma Giovanni Frignani. Dalla Grande Guerra alle Fosse Ardeatine, Marlin, Cava de' Tirreni 2025

### Curatele
- Roma alla macchia. Personaggi e vicende della Resistenza, Avagliano Editore, Cava de' Tirreni 1997
- Ho scelto il lager. Memorie di un internato militare italiano di Aldo Lucchini (a cura di Mario Avagliano e Marco Palmieri), Marlin, Cava de' Tirreni 2011
- Gli zoccoli di Steinbruck. Peripezie e di un bersagliere tra guerra e lager di Pompilio Trinchieri (a cura di Mario Avagliano e Marco Palmieri), Marlin, Cava de' Tirreni 2012

### Premi
- aprile 2010 - 7° "Premio Renato Benedetto Fabrizi dell'Anpi nazionale per il libro "Gli internati militari italiani. Diari e lettere dai lager nazisti 1943-45"
- settembre 2012 - Premio Fiuggi Storia (sezione biografie) per il libro "Il partigiano Montezemolo. Storia del capo della resistenza militare nell'Italia occupata"
- settembre 2012 - 5º Premio “Gen. Div. Amedeo De Cia” per il libro "Il partigiano Montezemolo. Storia del capo della resistenza militare nell'Italia occupata"
- dicembre 2014 - Premio Cultura "Santa Barbara" di Rieti per il libro "Il partigiano Montezemolo. Storia del capo della resistenza militare nell'Italia occupata"
- dicembre 2018 - Premio Fiuggi Storia (sezione saggistica) per il libro "1948. Gli italiani nell'anno della svolta"
- settembre 2019 - XVIII Premio Pianeta Azzurro di Fregene per la sua carriera di saggista e il libro "Dopoguerra. Gli italiani fra speranze e disillusioni (1945-1947)"
- settembre 2023 - Premio Emilio Lussu per il libro "Il dissenso al fascismo. Gli italiani che si ribellarono a Mussolini 1925-1943"
- settembre 2024 - Premio Minturnae Ornella Valerio per il libro "Il dissenso al fascismo. Gli italiani che si ribellarono a Mussolini 1925-1943"